# Liste der Kulturgüter in Würenlingen
Die Liste der Kulturgüter in Würenlingen enthält alle Objekte in der Gemeinde Würenlingen im Kanton Aargau, die gemäss der Haager Konvention zum Schutz von Kulturgut bei bewaffneten Konflikten, dem Bundesgesetz vom 20. Juni 2014 über den Schutz der Kulturgüter bei bewaffneten Konflikten sowie der Verordnung vom 29. Oktober 2014 über den Schutz der Kulturgüter bei bewaffneten Konflikten unter Schutz stehen.
Objekte der Kategorie A sind im Gemeindegebiet nicht ausgewiesen, Objekte der Kategorie B sind vollständig in der Liste enthalten, Objekte der Kategorie C fehlen zurzeit (Stand: 1. Januar 2023). Unter übrige Baudenkmäler sind weitere geschützte Objekte zu finden, die in der Bau- und Nutzungsordnung der Gemeinde verzeichnet und nicht bereits in der Liste der Kulturgüter enthalten sind.

## Kulturgüter
| Foto |                                                                                       | Objekt                                                                   | Kat. | Typ | Standort                         | Beschreibung |
| ---- | ------------------------------------------------------------------------------------- | ------------------------------------------------------------------------ | ---- | --- | -------------------------------- | --- |
| BW   | Datei hochladen · Wikidata zu Neuguethau, römisches Übungslager (Q116240724)          | Neuguethau, römisches Übungslager KGS-Nr.: 09853                         | A    | F   | Neuguethau 660610 / 266540       | |
| ja   | Datei hochladen · Wikidata zu Römisch-katholische Pfarrkirche St. Michael (Q29581698) | Römisch-katholische Pfarrkirche St. Michael mit Pfarrhaus KGS-Nr.: 15927 | B    | G   | Kirchweg 10.2 661738 / 264705    | Um 1540 errichtete Kirche an exponierter Lage. In den Jahren 1663, 1740/41 und 1825 vergrössert, 1896 um neuen Kirchturm ergänzt. Langgestrecktes, rechteckiges Kirchenschiff und eingezogener, dreiseitig schliessender Chor unter gemeinsamem Satteldach. Daneben steht das 1779 erbaute Pfarrhaus, ein gut proportioniertes, zweigeschossiges Gebäude mit geknicktem Walmdach |
| ja   | Datei hochladen · Wikidata zu Schutzengelkapelle (Q29581703)                          | Schutzengelkapelle KGS-Nr.: 15928                                        | B    | G   | Kapellenweg 19.1 661624 / 265708 | 1695 erbaute Kapelle mit dreiseitig schliessendem Chor, Glockenträger und Pultdach. |

## Übrige Baudenkmäler
| ID   | Foto |                                                                 | Objekt                                                                | Typ | Standort                                         | Beschreibung |
| ---- | ---- | --------------------------------------------------------------- | --------------------------------------------------------------------- | --- | ------------------------------------------------ | ------------ |
| 2    | BW   | Datei hochladen                                                 | Malereifragmente aus der Klosterkirche Sion in Klingnau im Altersheim | K   | Mühleweg 4 661939 / 264627                       |              |
| 903  | ja   | Datei hochladen · Wikidata zu Altes Schulhaus Dorf (Q106413050) | Altes Schulhaus Dorf, 1908                                            | G   | Schulstrasse 2 661682 / 264940                   |              |
| 904  | BW   | Datei hochladen                                                 | Gasthof zum Bären                                                     | G   | Tegerfelderstrasse 1 661430 / 265133             |              |
| 905  | BW   | Datei hochladen                                                 | Restaurant zur Sonne                                                  | G   | Breitenstrasse 14 661344 / 265012                |              |
| 906  | BW   | Datei hochladen                                                 | Ehemalige Ziegelhütte                                                 | G   | Bachstrasse 15 661356 / 265289                   |              |
| 907  | BW   | Datei hochladen                                                 | Vielzweckbau                                                          | G   | Dorfstrasse 35 661507 / 265036                   |              |
| 908  | BW   | Datei hochladen                                                 | Bauernhauszeile                                                       | G   | Dorfstrasse 27, 29 und 31 661539 / 264990        |              |
| 909  | BW   | Datei hochladen                                                 | Vielzweckbau                                                          | G   | Dorfstrasse 4 661680 / 264847                    |              |
| 910  | BW   | Datei hochladen                                                 | Wohnhaus                                                              | G   | Endingerstrasse 12 661745 / 264797               |              |
| 911  | BW   | Datei hochladen                                                 | Vielzweckbau                                                          | G   | Endingerstrasse 13 661785 / 264811               |              |
| 914  | ja   | Datei hochladen                                                 | Vielzweckbau                                                          | G   | Endingerstrasse 55 662058 / 264666               |              |
| 915  | BW   | Datei hochladen                                                 | Nebengebäude zum Berghof                                              | G   | Kirchweg 14 661725 / 264504                      |              |
| 916  | BW   | Datei hochladen                                                 | Baumtrotte hinter dem Restaurant Sternen                              | G   | Endingerstrasse 7 661738 / 264830                |              |
| 917A |      | Datei hochladen                                                 | Friedhofkreuz                                                         | K   | Friedhof                                         |              |
| 917C | ja   | Datei hochladen                                                 | Wegkreuz                                                              | K   | Baderweg 661688 / 263493                         |              |
| 918  | ja   | Datei hochladen                                                 | Brunnen                                                               | K   | Heuliweg 662070 / 264644                         |              |
| 918B | BW   | Datei hochladen                                                 | Brunnen gegenüber Restaurant Sonne                                    | K   | Breitenstrasse 661365 / 264998                   |              |
| 918C | ja   | Datei hochladen                                                 | Brunnen                                                               | K   | Dorfstrasse / Tegerfelderstrasse 661452 / 265122 |              |
| 918D | BW   | Datei hochladen                                                 | Brunnen                                                               | K   | Römerstrasse 661528 / 265411                     |              |
| 919  | ja   | Datei hochladen                                                 | Diverse historische Grenzsteine                                       | K   | Koordinaten fehlen! Hilf mit.                    |              |

Legende: Siehe Legende der Liste der Kulturgüter von nationaler und regionaler Bedeutung. Anstelle der KGS-Nummer wird als Objekt-Identifikator (ID) die Inventar- oder Gebäudenummer in der Bau- und Nutzungsordnung der Gemeinde verwendet.